# Zak Irvin
Zakarie Tyler "Zak" Irvin (Fishers, Indiana, 5 de septiembre de 1994) es un jugador de baloncesto estadounidense que pertenece a la plantilla de los Cañeros del Este de la Liga Nacional de Baloncesto de República Dominicana. Con 1,98 metros de estatura, juega en la posición de escolta.

## Trayectoria deportiva
Se formó en la Universidad de Míchigan donde jugó de 2013 a 2017 con los Wolverines y en el verano de 2017 disputó con Miami Heat la NBA Summer League.
En julio de 2017 fichó por el Victoria Libertas Pesaro de la Lega Basket Serie A italiana, pero en septiembre decide abandonar el equipo por sorpresa.
El 25 de enero de 2018 firmó con los Westchester Knicks de la NBA G League. Luego de actuar en el Mauricio Báez de la República Dominicana, fichó con las Abejas de León de la LNBP mexicana, para regresar posteriormente a los Knicks.
El 7 de marzo de 2023 fue adquirido por Grand Rapids Gold de la NBA G League.
Regresó a la República Dominicana en 2024, luego de que el 13 de junio de ese año se anunciara su incorporación a los Cañeros del Este para disputar la LNB.